# BMW VIIa
Il BMW VII era un motore aeronautico a 12 cilindri a V di 60° raffreddato ad acqua realizzato dalla tedesca BMW Flugmotorenbau GmbH alla fine degli anni venti.

## Tecnica
Il BMW VII era derivato dal precedente BMW VI dal quale si distingueva per una serie di migliorie, la più evidente delle quali era lo spostamento dei magneti nella parte anteriore, quella fronte mozzo dell'elica, questo per facilitarne le operazioni di manutenzione. Servì anche come banco di prova di un primitivo sistema di sovralimentazione ottenuto tramite una "ventola miscelatrice" che applicata al carburatore aveva il compito di soffiare aria ad una pressione maggiore di quella atmosferica.
Le esperienze conseguite con il VII vennero sfruttate nello sviluppo del successivo BMW IX.

## Apparecchi utilizzatori
Germania
- Dornier Wal (nella versione usata da Wolfgang von Gronau per la circumnavigazione del mondo nel 1932)
- Junkers Ju 52/1m